# Mnichovo Hradiste
Mnichovo Hradiště er en by med 8.950 (2024) indbyggere i Okres Mladá Boleslav, Tjekkiet. Byen ligger 17 kilometer fra Mladá Boleslav. Floden Jizera flyder forbi vest for byen.